# 锦绣万花谷
《锦绣万花谷》，南宋淳熙十五年刊刻发行，为南宋大型类书，也是全世界部头最大的宋版书。

## 内容
该书包含天文地理、植物、动物、书画等内容，为大型类书。

## 简介
今本《锦绣万花谷》现存40册，八十卷，分为上下集，重光于江苏省苏州市藏书楼过云楼。